# Kriegerdenkmal (Obermenzing)

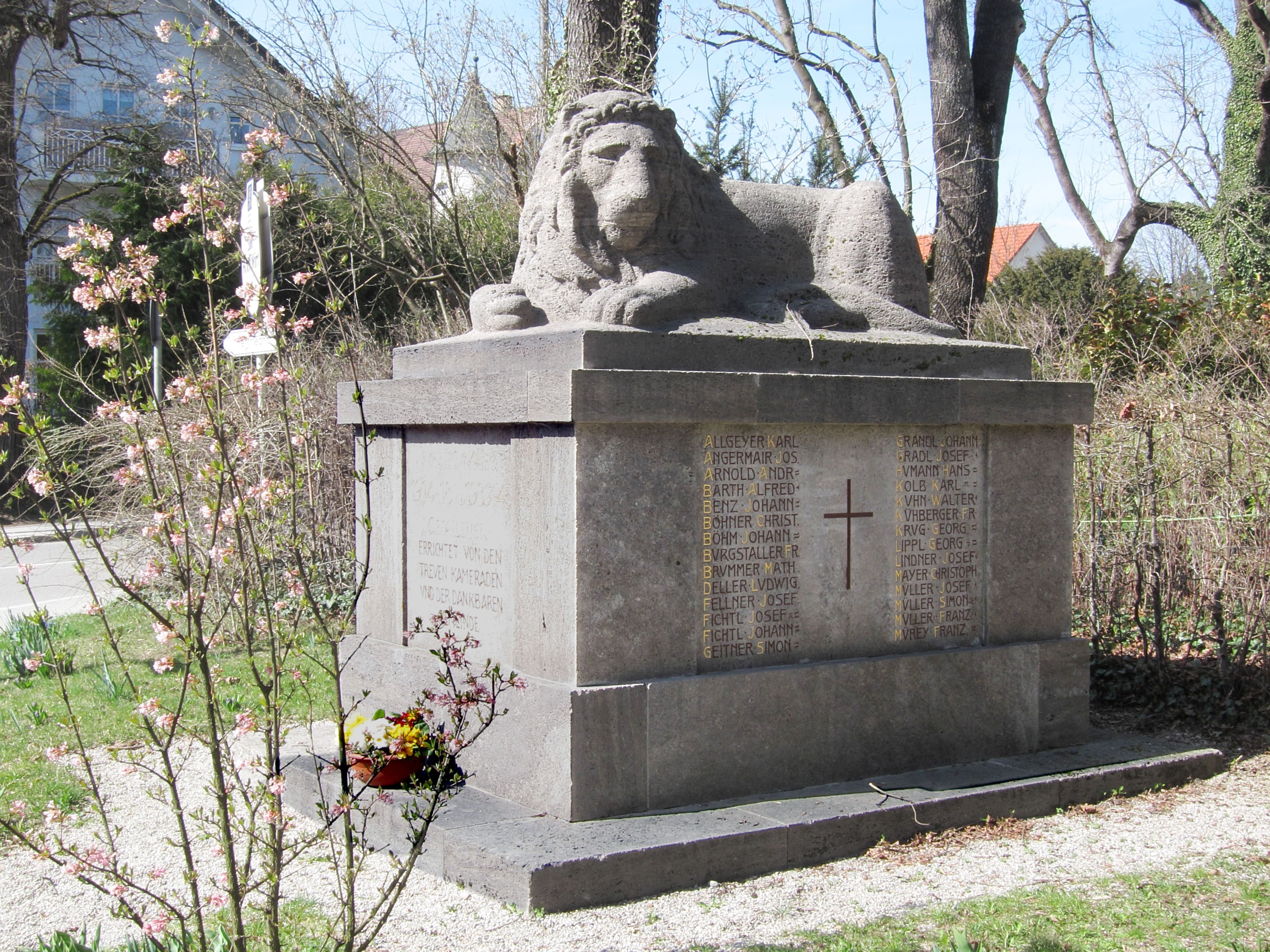
Kriegerdenkmal im Stadtteil Obermenzing von München

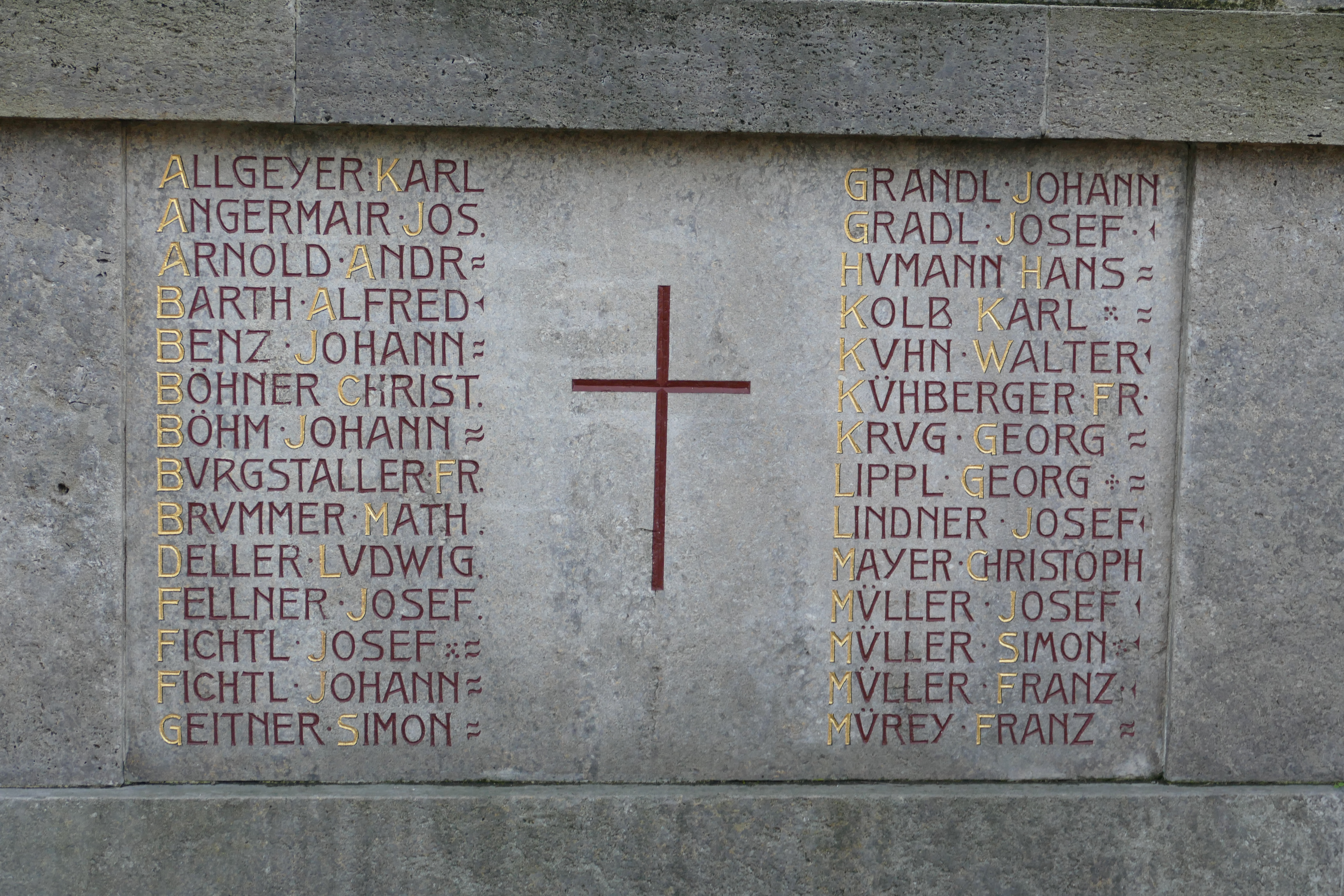
Namensliste

Das Kriegerdenkmal im Stadtteil Obermenzing der bayerischen Landeshauptstadt München wurde 1921 errichtet. Das Kriegerdenkmal am Ende der Dorfstraße, an der Einmündung zur Pippinger Straße, ist ein geschütztes Baudenkmal.
Das Denkmal wurde nach Entwürfen von Ludwig Rümelin geschaffen. Es besteht aus einem kastenförmigen Unterbau, auf dem ein ruhender Löwe liegt.
An der linken Seite des Denkmals ist folgende Inschrift eingemeißelt: „Für die im Krieg 1914–18 und 1939–45 Gefallenen. Errichtet von den treuen Kameraden und der dankbaren Gemeinde“.